# Аспергиллома
Аспергиллома, также аспергиллёзная мицетома, — опухолевоподобное неинвазивное новообразование шаровидной формы, состоящее в основном из клеток мицелия микроскопического плесневого гриба аспергилла дымящего (Aspergillus fumigatus) и детрита (остатков погибших клеток). Образуется главным образом в лёгких, но может встречаться также в пазухах носа.

## Структура аспергилломы
Аспергилломы представляют собой довольно крупные ноовообразования шарообразной или слегка овальной формой от 2-3 см до 7-9 см. Структура аспергилломы негомогенная, есть небольшие участки с пористой или  губчатой структурой. Большая часть аспергилломы состоит из клеток мицелия аспергилла (> 90 % аспергиллом содержат мицеллий A. fumigatus, остальные 10 % приходятся на A. flavus, A. niger и др.) и остатков отмерших клеток ткани лёгких или бронхов, называемых детритом.

## Этиология
Причиной формирования таких образований — поражение ткани лёгких микроскопическими грибами рода аспергилл (в большинстве случаев это аспергилл дымящий) на фоне сниженного иммунитета и туберкулёза лёгких. Аспергиллома возникает в уже имеющейся полости лёгких, то есть при наличии гранулёматозного процесса.

## Патогенез
Аспергиллома является одной из форм аспергиллёза. Гриб поражает в первую очередь полости в лёгких (например, это могут быть полости абсцессов, реже полости кист или бронхоэктатические полости) которые сообщаются с бронхиальным древом. Попадая в бронх гриб способен буквально прорастать в его структуру, тем самым разрушая её. Образовавшийся детрит (отмершие клетки) вовлекается в процесс увеличения аспергилломы. Деструкция (разрушение) бронха грибом может происходить в течение долгого времени, усилению деструкции служит поражение тканей лёгких, у лиц страдающих туберкулёзом или гранулёматозным заболеванием. Образованию аспергилломы также способствует снижение иммунитета организма. Растущая аспергиллома способна повредить стенку прилегающего кровеносного сосуда и вызвать кровотечение, иногда такой процесс заканчивается летальным исходом.

## Клинические проявления
Симптомы аспергилломы долгое время могут не проявляться. Однако частым признаком данного заболевания служит упорный приступообразный кашель, с хлопьеобразной мокротой зеленоватого цвета (содержит клетки мицелия гриба и остатки детрита) и прожилками крови. Наличие крови в мокроте указывает на деструкцию бронха. Помимо этого наблюдается быстрая утомляемость, снижение аппетита, возникновение одышки, повышение потоотделения.

## Диагностика и лечение
Современные средства диагностики позволяют  быстро и точно определить наличие аспергилломы. Основой диагностики служит анализ мокроты, КТ грудной клетки, а также рентгенологические исследования, с применением контрастных веществ. Дифференциальный диагноз проводят для выявления аспергилломы от других гранулёматозных новообразований. Однако в большинстве случаев её сопровождает туберкулома, которая наиболее близка по строению.
Лечение аспергилломы хирургическое. В постхирургический период применяют противогрибковые препараты вкупе с иммунокорректорами.

## Прогноз
При своевременном и адекватном лечении весьма благоприятный.